# 走资派
走资本主义道路的当权派，简称走资派，为流行于中国文化大革命时期的用语，含贬义，经常用来称呼党内被視為修正主义的分子。

## 概要
“走资本主义道路的当权派”一词首次出現於1965年1月中國共產黨主席毛澤東主持制定的中共中央文件《农村社会主义教育运动中目前提出的一些问题》（《二十三條》）。
1966年8月8日，中共八届十一中全会通过了《中共中央关于无产阶级文化大革命的决定》（即《十六条》）。《十六条》中规定：这场运动的目的“是鬥垮走资本主义道路的当权派，批判资产阶级的反动学术权威’。……运动的重点，是整党内那些走资本主义道路的当权派”。
后来，激进分子把矛头指向了中国共产党和中华人民共和国的各级领导干部，使许多干部被抄家、批斗、迫害。当时的国家主席刘少奇和中央书记处总书记邓小平分别被扣上“党内第一、二号走资派”的帽子。
1975年12月后，报刊文章以婉转语“党内不肯改悔的走资本主义道路的当权派”指代邓小平。“党内走资派”在1976年又被称为“党内资产阶级”。

## 代表人物
- 刘少奇：时任中国国家主席，“党内头号走资派”[1]
- 邓小平：时任中共中央书记处总书记，“党内不肯改悔的走资本主义道路的当权派”
- 陶鑄：时任中國國務院副總理，「資產階級反動路線的執行者」、「資產階級反動路線在中央新的代表人物」、「中國最大的保皇派」